# Oliva Ascolana del Piceno
Oliva Ascolana del Piceno (DOP) è un prodotto ortofrutticolo italiano a denominazione di origine protetta. La denominazione Oliva Ascolana del Piceno si riferisce sia alle olive in salamoia sia a quelle ripiene prodotte nel Piceno a partire dalla varietà colturale d'olivo Ascolana Tenera. Il prodotto ha ottenuto la denominazione di origine protetta nel 2005 e nel 2018 è stato istituito un apposito consorzio per la sua tutela e valorizzazione.

## Zona di produzione

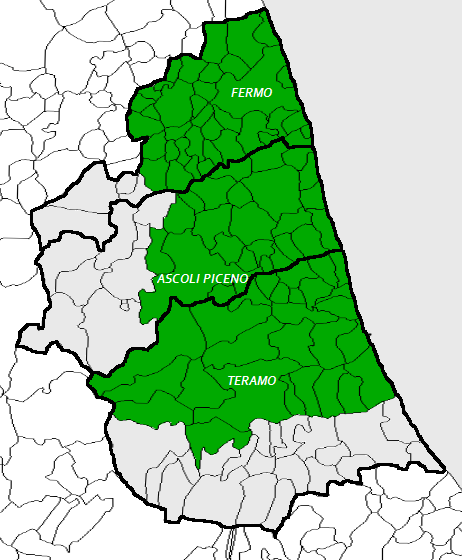
Zona di produzione dell'Oliva Ascolana del Piceno DOP

Per avere la denominazione Oliva Ascolana del Piceno le olive in salamoia o ripiene devono essere prodotte in un'area che comprende gran parte delle provincie di Ascoli Piceno e Fermo e parte della Provincia di Teramo. In particolare sono indicate per la produzione le zone con un'altitudine variabile tra i 20 e i 500 m sul livello del mare, con un tipo di terreno dal calcareo-argilloso all'arenaceo con pH mediamente sub-alcalino.

## Caratteristiche
Per rientrare nella categoria DOP, il prodotto finito deve rispettare i parametri stabiliti dal Regolamento Comunitario n. 510/2006 ed indicati dal Ministero delle Politiche Agricole, Alimentari e Forestali nel suo apposito disciplinare di produzione.